# Mohamed Doumbia
Mohamed Doumbia (Abidjan, 25 dicembre 1998) è un calciatore ivoriano, centrocampista svincolato.

## Carriera

### Club
Cresciuto nel settore giovanile del Majestic, nel gennaio del 2017 si è trasferito in Europa, firmando con l'EIF, club militante nella seconda divisione finlandese. La sua prima esperienza europea si è conclusa con 27 presenze complessive tra campionato e coppa nazionale. Il 20 dicembre dello stesso anno è stato acquistato dai cechi del Dukla Praga. Ha debuttato con la nuova squadra il 17 febbraio 2018, nell'incontro di 1. liga pareggiato 1-1 contro il Fastav Zlín. Nel corso di quattro stagioni ha totalizzato 62 presenze e 4 reti, tra massima serie e seconda divisione. Il 17 febbraio 2022 è stato ingaggiato dallo Slovan Liberec, con cui ha firmato un contratto fino al 2024.

### Nazionale
Nell'ottobre del 2020 è stato convocato dalla nazionale ivoriana per le amichevoli contro Belgio e Giappone, restando però in panchina in entrambe le occasioni.

## Statistiche

### Presenze e reti nei club
Statistiche aggiornate al 15 agosto 2022.
| Stagione           | Squadra            | Campionato         | Campionato | Campionato | Coppe nazionali | Coppe nazionali | Coppe nazionali | Coppe continentali | Coppe continentali | Coppe continentali | Altre coppe | Altre coppe | Altre coppe | Totale | Totale |
| Stagione           | Squadra            | Comp               | Pres       | Reti       | Comp            | Pres            | Reti            | Comp               | Pres               | Reti               | Comp        | Pres        | Reti        | Pres   | Reti   |
| ------------------ | ------------------ | ------------------ | ---------- | ---------- | --------------- | --------------- | --------------- | ------------------ | ------------------ | ------------------ | ----------- | ----------- | ----------- | ------ | ------ |
| 2017               | EIF                | Y                  | 26         | 0          | CF              | 1               | 0               |                    | -                  | -                  |             | -           | -           | 27     | 0      |
| gen.-giu. 2018     | Dukla Praga        | 1L                 | 4          | 0          | CRC             | -               | -               |                    | -                  | -                  |             | -           | -           | 4      | 0      |
| 2018-2019          | Dukla Praga        | 1L                 | 17         | 0          | CRC             | 2               | 0               |                    | -                  | -                  |             | -           | -           | 19     | 0      |
| 2019-2020          | Dukla Praga        | FNL                | 29         | 4          | CRC             | 4               | 0               |                    | -                  | -                  |             | -           | -           | 33     | 4      |
| 2020-2021          | Dukla Praga        | FNL                | 24         | 3          | CRC             | 1               | 0               |                    | -                  | -                  |             | -           | -           | 25     | 3      |
| 2021-feb. 2022     | Dukla Praga        | FNL                | 3          | 0          | CRC             | 2               | 0               |                    | -                  | -                  |             | -           | -           | 5      | 0      |
| Totale Dukla Praga | Totale Dukla Praga | Totale Dukla Praga | 77         | 7          |                 | 9               | 0               |                    | -                  | -                  |             | -           | -           | 86     | 7      |
| feb.-giu. 2022     | Slovan Liberec     | 1L                 | 1          | 0          | CRC             | -               | -               |                    | -                  | -                  |             | -           | -           | 1      | 0      |
| 2022-2023          | Slovan Liberec     | 1L                 | 3          | 1          | CRC             | 0               | 0               |                    | -                  | -                  |             | -           | -           | 3      | 1      |
| Totale carriera    | Totale carriera    | Totale carriera    | 107        | 8          |                 | 10              | 0               |                    | -                  | -                  |             | -           | -           | 117    | 8      |